# Société française de radiologie
Pour les articles homonymes, voir SFR (homonymie).
La Société française de radiologie, abrégée en SFR, est une association française de promotion des progrès scientifiques en radiologie.
Fondée en 1908 par les précurseurs de la radiologie française, et plus particulièrement les promoteurs de la radiologie parisienne, elle rassemble depuis l'ensemble des professionnels hospitaliers et libéraux de France et de nombreux professionnels francophones, autour de trois actions principales :
- les Journées francophones annuelles de radiologie (octobre),
- le Journal de radiologie édité depuis 1914,
- et le G4 - organisme constitué avec le Collège des enseignants en radiologie de France (CERF), la FNMR et le Syndicat des Radiologues Hospitaliers (SRH) - qui représente l'ensemble des composantes de la profession pour en défendre les intérêts vis-à-vis des tutelles et du ministère.

## Création
Créée en décembre 1908 par : Antoine Béclère (hôpital Tenon  puis hôpital Saint-Antoine), Hyacinte Guilleminot (hôpital de la Charité), Georges Haret (hôpital Antoine-Béclère), Paul Aubourg (hôpital Boucicaut), Passier, Paul Darbois, Joseph Belot (hôpital Saint-Louis), Léon Bouchacourt, Lenglet, Eugène Beaujard, René Ledoux-Lebard, Félix Lobligeois.
Elle se distingue initialement de la Société française d'électrothérapie et de radiologie fondée en 1901 par Marie Curie et Arsène d'Arsonval, qui s'intéressaient à l'utilisation des rayons X mais étaient plus centrés sur la physique que sur le diagnostic et la thérapeutique.

## Histoire
La première réunion a lieu le 12 janvier 1909 rue Serpente à Paris avec 79 membres, puis 157 membres en 1910, 254 membres en 1914 avec 77 provinciaux et 55 étrangers traduisant l'extension rapide de cette société savante. Elle a accompagné et promu les progrès de l'imagerie, de la fluoroscopie et l'image sur plaques de verre aux films à émulsion et amplificateur de brillance jusqu'aux techniques les plus modernes comme l'imagerie numérique.
De 1914 à 1918, la Société de radiologie est en sommeil, la plupart de ses membres étant mobilisés. Le Journal continue de paraître, rendant compte des nombreux progrès techniques de l'utilisation des rayons, avec multiplication des installations fixes et mobiles.
Les travaux de la société reprennent en mars 1919. 
En 1929, la nécessité se fait sentir de créer des filiales régionales : Méditerranée, puis Sud-Ouest et Canada (1930), Algérie et Afrique du Nord en 1931, Est en 1932 et Centre en 1936.
En 1926, le secrétaire général Dariaux initie les « Congrès des médecins électroradiologistes de langue française » qui se tiennent alternativement à Paris (1933) et à Bruxelles (1935) puis à nouveau à Paris (1936). Ils seront suspendus pendant la durée de la guerre. En 1946, le 4e congrès se tient à Paris et réunit 400 participants. Ce congrès a lieu en parallèle avec le « congrès international de radiologie » dont l'édition de 1931 se tient à Paris. 
Ces congrès sont complétés par les « Journées de radiologie », créées en 1950, qui deviennent le lieu de rencontre annuel des membres de la société française de radiologie à Paris. Les innovations de l'après-guerre sont la mise en place d'une exposition scientifique et surtout technique qui constitue une part importante de ces journées. L'autre élément est la scission entre l'imagerie et la médecine nucléaire ainsi que la radiothérapie. Elles acquièrent leur autonomie tant du point de vue de la formation médicale que de l'activité scientifique.
La Société française est ensuite l'initiatrice et membre de l'Association européenne de radiologie (AER, 1978), qui organise un congrès européen s'installant rapidement à Vienne.

## Principaux  dirigeants
Présidents :
- Antoine Béclère de 1908 à 1911,
- Hyacinthe Guilleminot en 1912 et 1913
- Joseph Belot de 1914 à 1920 puis Georges Haret en 1921,
- Paul Aubourg en 1922.

Secrétaire général :
- Georges Haret, secrétaire en 1908 à 1920, puis Felix Lobligeois

puis à nouveau Georges Haret en 1922, jusqu'en 1928,
- André Dariaux

Trésorier :
- Paul Aubourg en 1908